# María Lidia Lecot
María Lidia Lecot fue una nadadora argentina que competía para el Club Obras Sanitarias.
Representó a su país en los Juegos Panamericanos de 1963 celebrados en São Paulo, Brasil. Lo hizo en las modalidades de 100 metros estilo mariposa, 200 metros pecho y posta 4x100 metros estilos.
En 1964 participó del evento por la inauguración de la piscina olímpica Club de Regatas de Lima junto a otros destacados deportistas tales como John Konrads, Luis Alberto Nicolao, Donna De Varona y Susana Peper.
Ese mismo año, durante la preparación para el Campeonato Sudamericano de Natación que se celebraría en Guayaquil, su tiempo en los 100 metros estilo mariposa fue de 1m 20s 06c, mientras que en los 200 metros estilo mariposa fue de 2m 58s 50c y en medley individual 4 x 50m. 2m 55s 04c.